# Рон Марчіні
Рон Марчіні (англ. Ron Marchini) — американський каратист, який також займався дзюдо, актор та продюсер. Рон народився 4 березня 1945 року в місті Стоктон в Каліфорнії.

## Бойові мистецтва
Рон, на думку багатьох, на турнірах з карате був одним з 10 найкращих бійців бойових мистецтв всіх часів.. Рон має зріст 5'8" та вагу 165 фунтів.. У 1967 році Рон виграє Pacific Coast турнір. У 1969 Рон був на першому місці в Сполучених Штатах як боєць карате.. Рон виграє турнір S Генрі Чо серед чемпіонів. Згідно з висловлюванням Чака Норріса, Рон був одним з найскладніших супротивників з якими Чак коли-небудь стикався.. Рон вважається найкращим бійцем карате в 1967–1970 р.р.. У 1972 році Рон зайняв третє місце в Сполучених Штатах серед бійців карате

## Особисте життя
Рон був солдатом в армії США (зараз він колишній американський сержант). Рон брав участь у турнірах з бойових мистецтв, є власником школи карате, актор і продюсер. Під час їзди на зйомках трапилася аварія та Рон вижив.

## Медіа
Рон автор навчального посібника з кунг-фу та карате. . Рон знявся в 1991 у фільмі Поліцейський каратист та у фільмі Машини смерті..